# رابرت ایلر
رابرت ایلر (انگلیسی: Robert Iler؛ زادهٔ ۲ مارس ۱۹۸۵) هنرپیشه اهل ایالات متحده آمریکا است.
از فیلم‌ها یا برنامه‌های تلویزیونی که وی در آن نقش داشته‌است می‌توان به سوپرانوز، بچه قورباغه، منطقه مرده و بی‌باک اشاره کرد.